# Carro de bombeiro

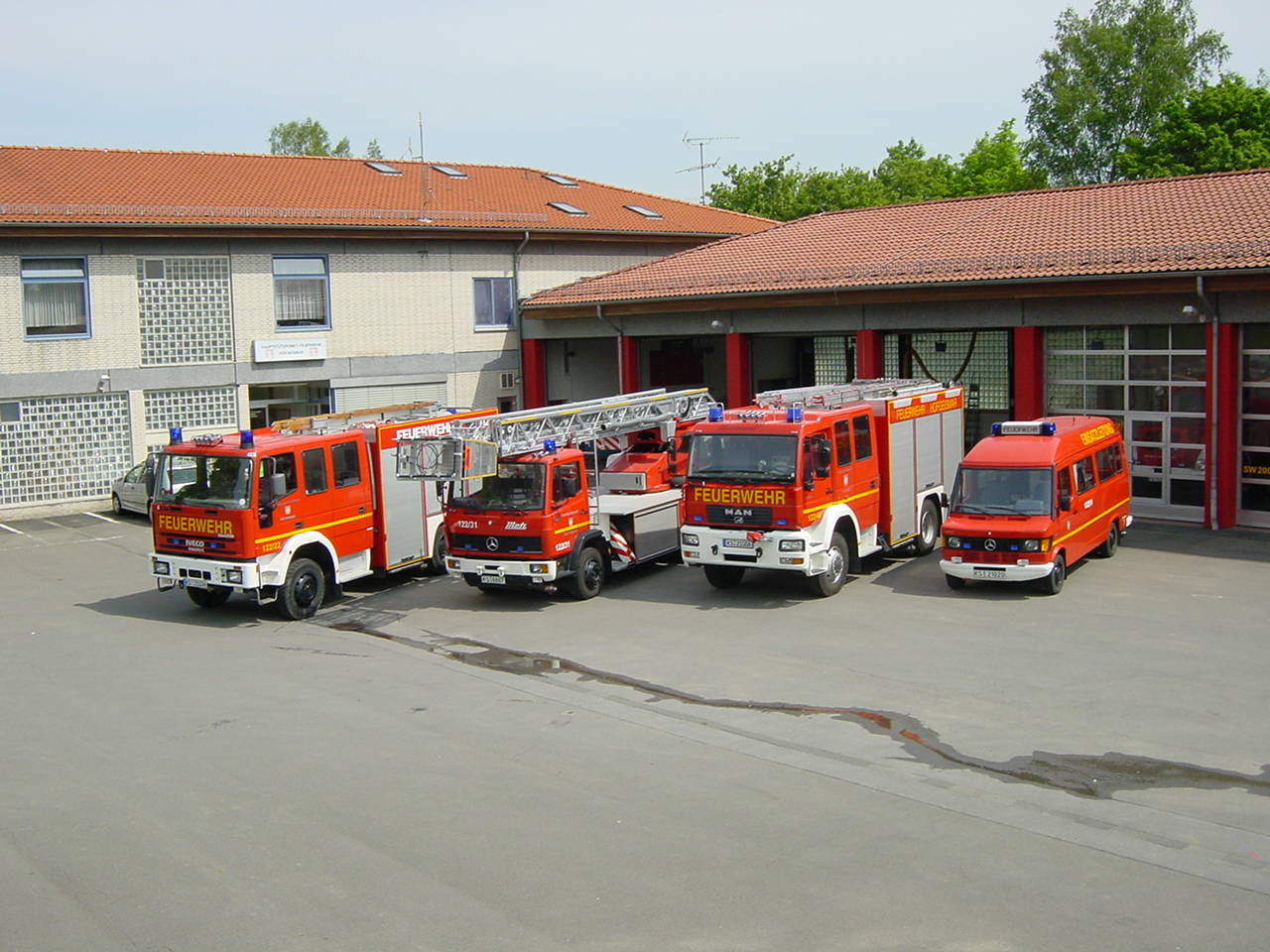
Quartel e frota de carros dos bombeiros da cidade de Hofgeismar, Alemanha.

Um carro de bombeiro (português brasileiro) ou carro de bombeiros (português europeu) (ou caminhão de bombeiro) é um veículo usado pelos bombeiros no ramo das suas operações contra incêndios e outras emergências.
Os carros são equipados com sirenes, giroflex e com pinturas especiais para identificação da população no trânsito. A cor mais usada é normalmente o vermelho (por ex. RAL 3000) respect. vermelho brilhante (por ex. RAL 3024), às vezes também amarelo (como no Reino Unido). Normalmente os carros são guardados em quartéis do corpo de bombeiros.

## História
Ctesíbio, um matemático e engenheiro grego que viveu cerca de 285-222 a.C. em Alexandria, inventou uma bomba de incêndios - uma combinação entre uma bomba aspirante e uma de pressão, usado mais tarde pelos bombeiros romanos, com uma mangueira conectada, para combater grandes focos.

## Tipos

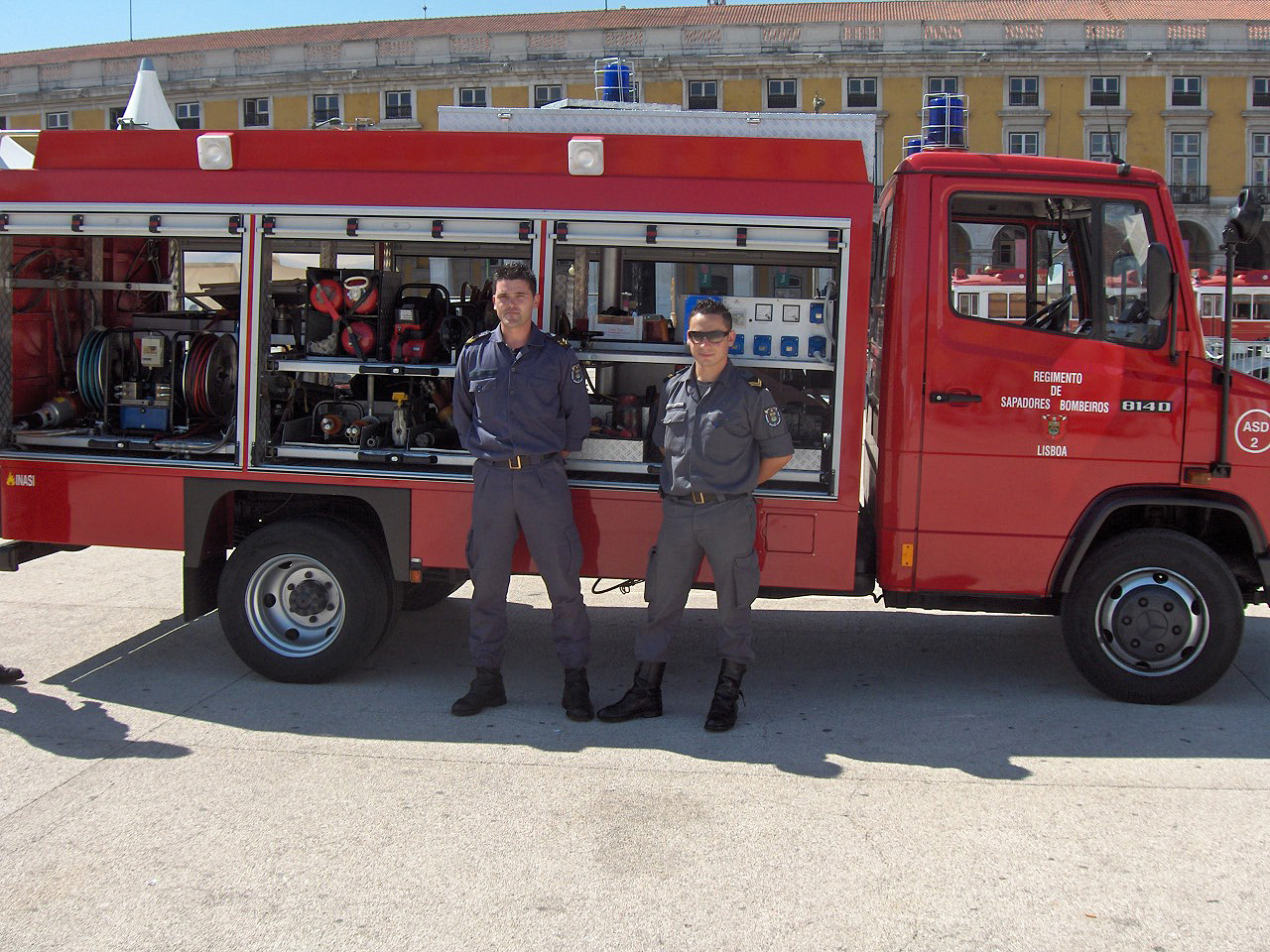
Modelo da Daimler do Regimento de Sapadores Bombeiros de Lisboa, junto ao Ministério da Administração Interna, Portugal.

Os carros de bombeiro são adaptados e diferenciados conforme a sua área e destinação de serviço:
- Veículos de combate a incêndios (ligeiros, urbanos, rurais, florestais e especiais);
- Veículos tanque tácticos (urbanos, rurais e florestais);
- Veículos tanque de grande capacidade;
- Veículos com equipamento técnico de apoio;
- Veículos de apoio alimentar;
- Veículos de apoio a mergulhadores;
- Veículos com escada giratória;
- Veículos com plataforma giratória;
- Veículos de socorro e assistência (tácticos e especiais);
- Veículos de protecção multirriscos (tácticos e especiais);
- Veículos de comando táctico;
- Veículos de comando e comunicações;
- Veículos de gestão estratégica e operações;
- Veículos de transporte de pessoal (táctico e geral);
- Veículos para operações específicas.

## Galeria de imagens

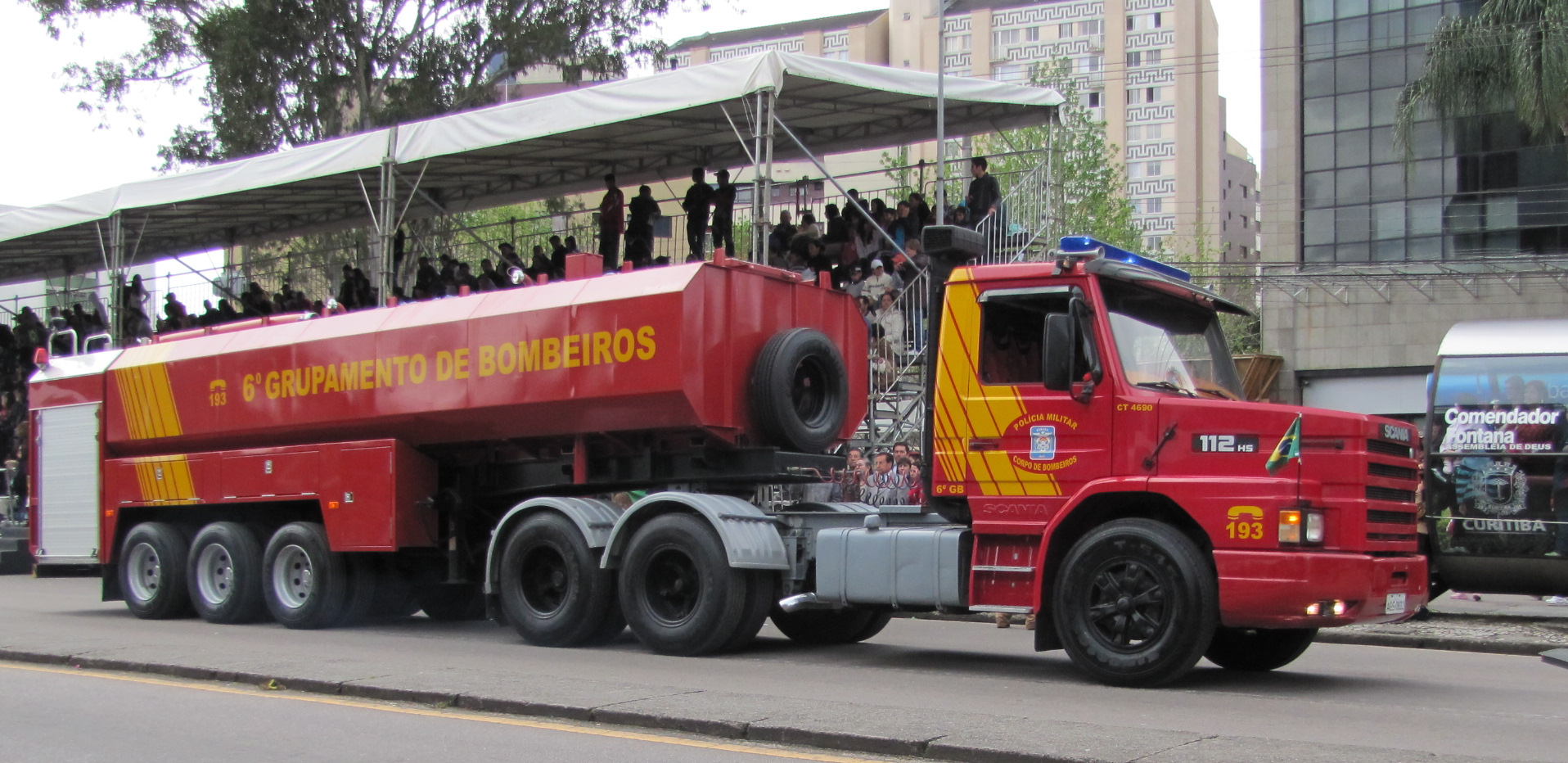
CT - Carreta Tanque.

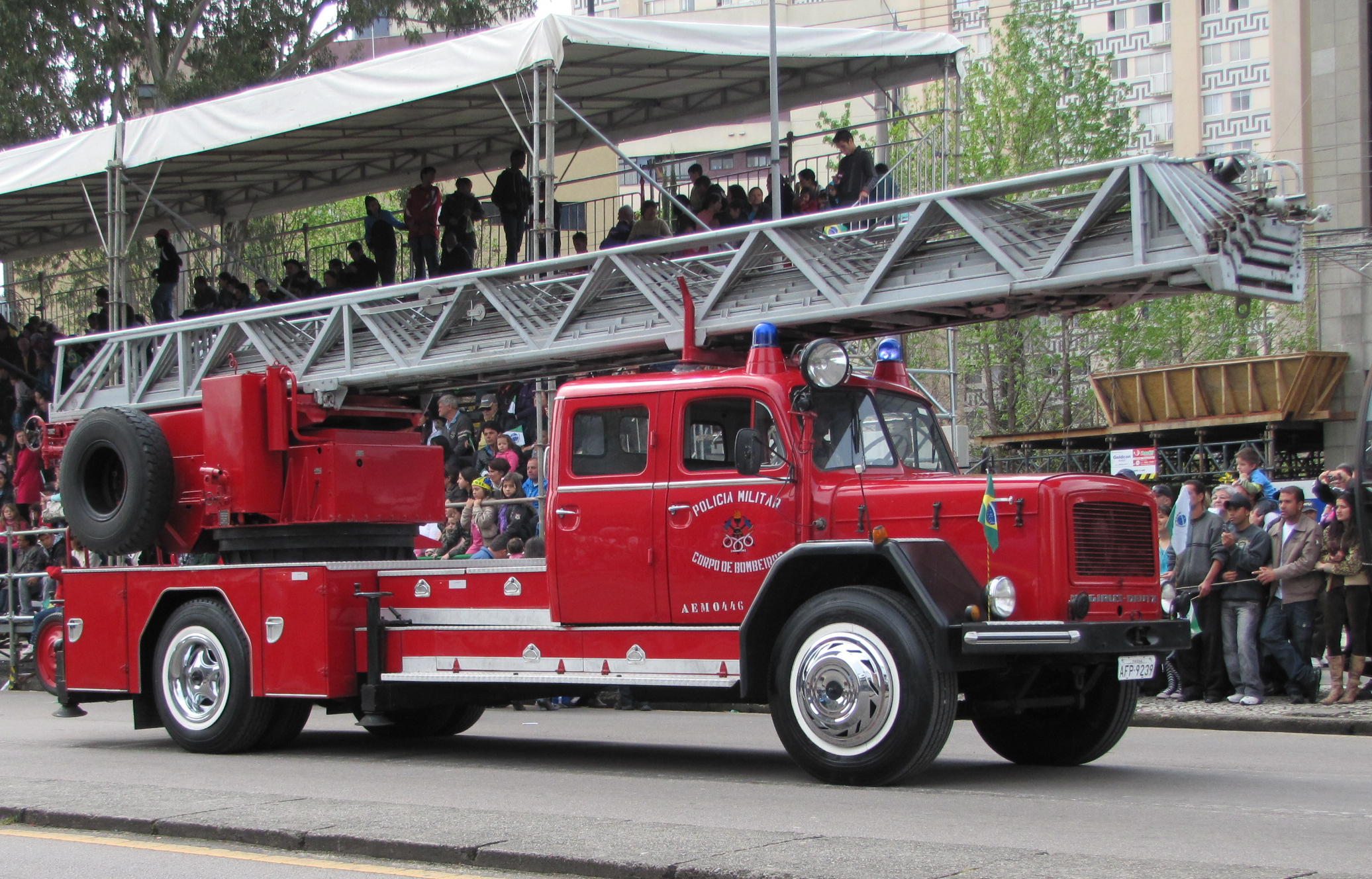
AEM - Auto-escada mecânica.

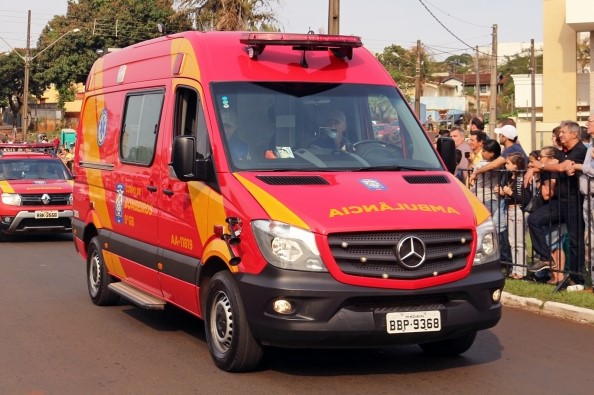
AA - Auto-ambulância.

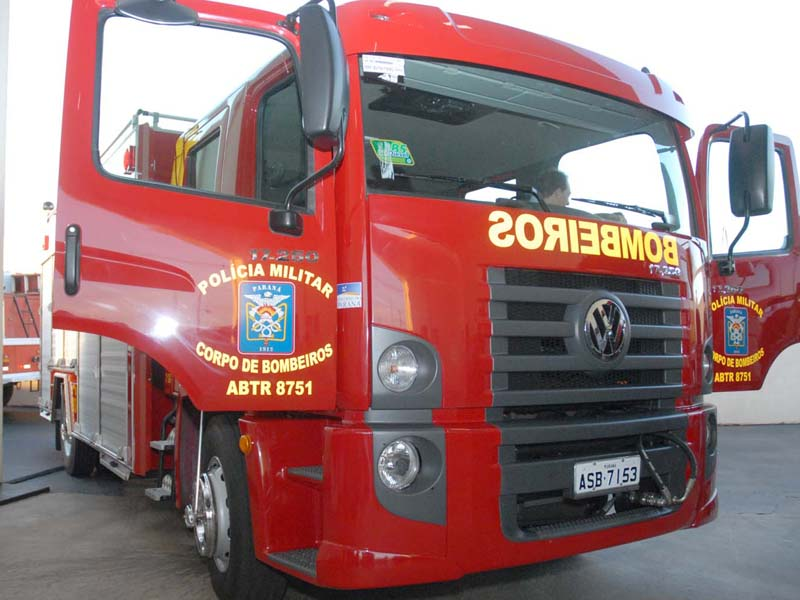
ABTR - Auto-bomba-tanque de resgate.